# Hôtel Winssinger
L'Hôtel Winssinger est un hôtel de maître de style Art nouveau conçu par l'architecte Victor Horta et situé rue de l'Hôtel des Monnaies 66, à Saint-Gilles, une commune de Bruxelles en Belgique.

## Historique
L'édifice a été conçu par l'architecte Victor Horta entre 1894 et 1897 pour l'ingénieur Camille Winssinger.
En 1928-1929, la façade et l'intérieur ont été modifiés (par Horta lui-même) lors de la transformation, souhaitée par Winssinger, de l'hôtel en immeuble de rapport.
Récemment rénové, le bâtiment est actuellement composé d'un bureau d'architectes et designers, d'une galerie d'art et de plusieurs appartements.

L'oriel (bow-window)
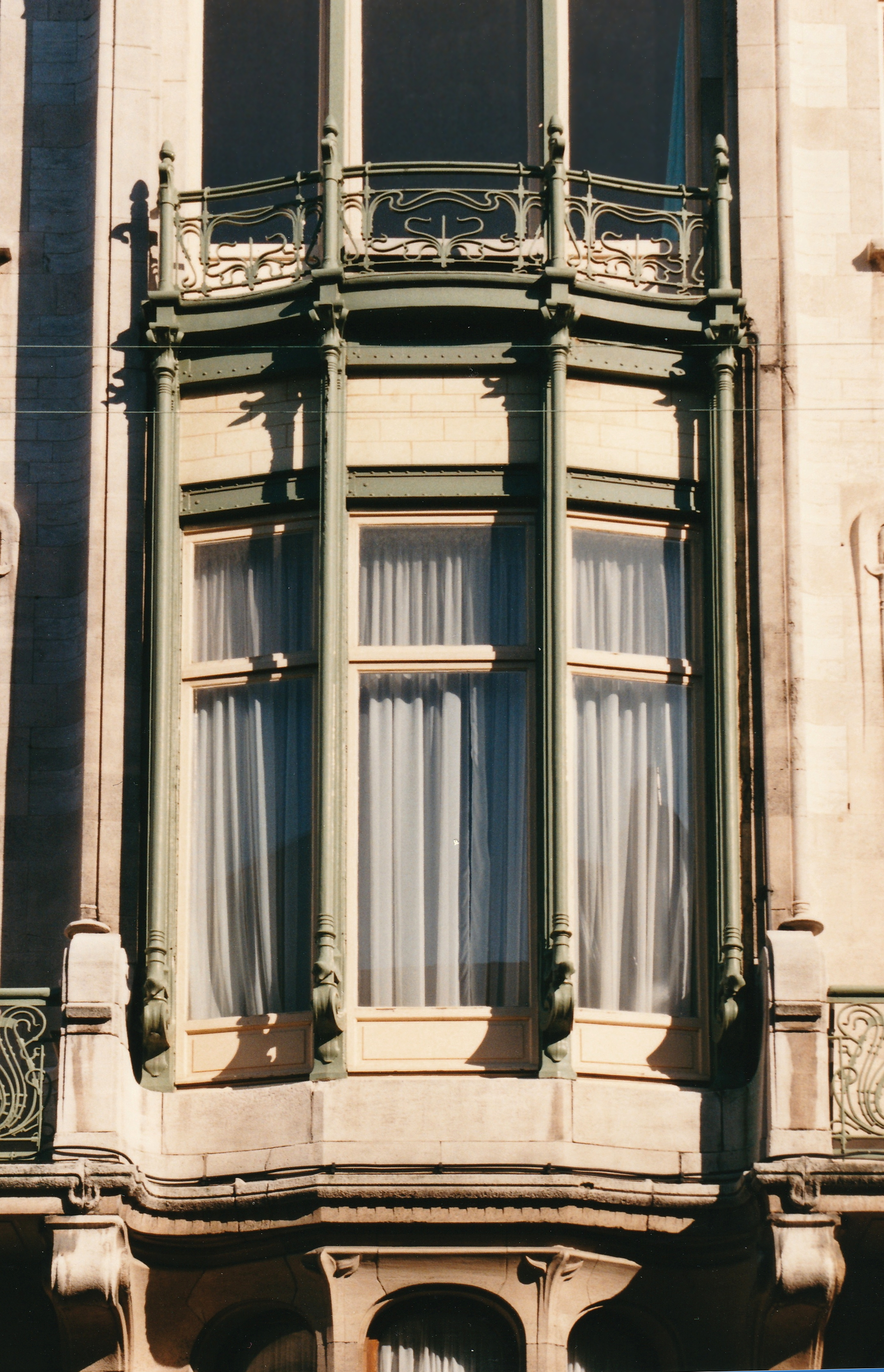
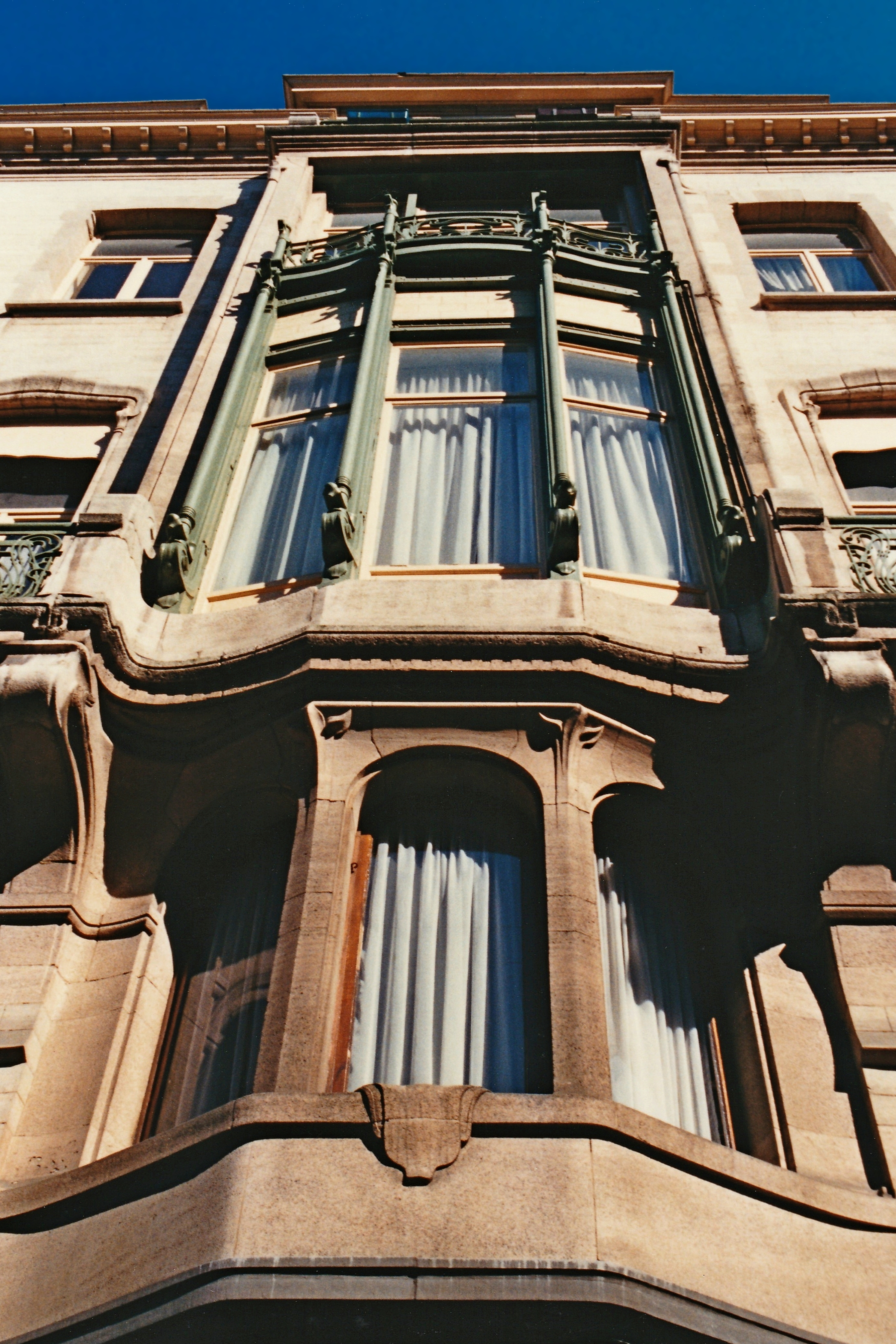
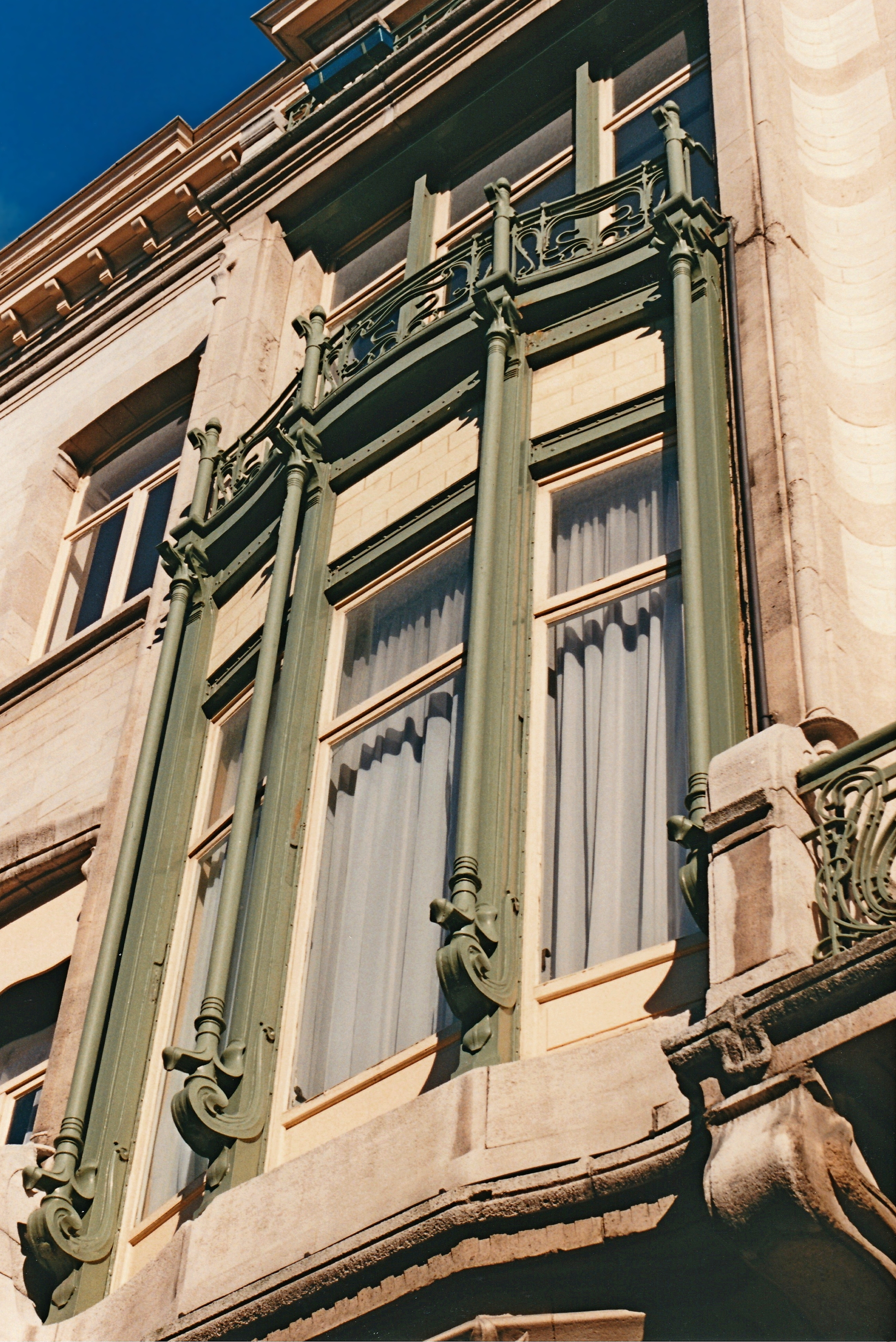

## Accès
| ___ | Ce site est desservi par la station de métro : Hôtel des Monnaies. |